# كيسي أونيل
كيسي أونيل (بالإنجليزية: Casey O'Neill؛ مواليد 7 أكتوبر 1997) هي مُقاتلة فنون قتالية مختلطة أسترالية.

## وصلات خارجية
- كيسي أونيل على موقع يو إف سي (الإنجليزية)
- كيسي أونيل على موقع شيردوغ (الإنجليزية)
- كيسي أونيل على موقع Tapology.com (الإنجليزية)